# Harmonium (album de Vanessa Carlton)
Harmonium este cel de-al doilea album al cântăreței Vanessa Carlton, lansat de A&M Records în SUA pe 9 noiembrie 2004. 
Harmonium a debutat pe locul al treizeci și treilea în clasamentul Billboard 200 dar a scăzut vertiginos, având vânzări mai mici de 150.000 de unități până în februarie 2006; aceste numere fiind dezamăgiroare față de cele de la primul album. A fost produs de Stephan Jenkins de la Third Eye Blind, și a inclus teme mai sobre decât cele din debut. Una din piese, „White Houses”, a fost lansat la radio la sfârșitul lunii august a anului 2004 și s-a clasat pe locul 86 în clasamentul Billboard Hot 100. MTV a cenzurat și apoi a interzis videoclipul acestei piese datorită unor versuri controversate care făceau referire la actul sexual. Vanessa consideră că cenzurarea cântecului a venit în urma unei emisiuni indecente din pauza evenimentului Super Bowl XXXVIII în care era implicată Janet Jackson.

## Clasamente
| Clasament (2004)          | Poziție de top |
| ------------------------- | -------------- |
| U.S. Billboard 200        | 33             |
| Taiwan Albums Chart       | 10             |
| Japan Oricon Albums Chart | 52             |

## Lista melodiilor
| Varianta standard 1. "White Houses" (Vanessa Carlton, Stephan Jenkins) - 3:45 2. "Who's to Say" (Carlton, Jenkins) - 4:51 3. "Annie" (Carlton, Jenkins) - 4:48 4. "San Francisco" (Carlton) - 4:12 5. "Afterglow" (Carlton) - 3:56 6. "Private Radio" (Carlton, Jenkins) - 2:59 7. "Half a Week Before the Winter" (Carlton) - 3:27 8. "C'est La Vie" (Carlton) - 2:34 9. "Papa" (Carlton) - 2:39 10. "She Floats" (Carlton) - 5:15 11. "The Wreckage" (Carlton) (Hidden track) - 2:17 | Melodii bonus (Japonia) 11. "Where the Streets Have No Name" (Bono, U2) - 5:37 12. "The Wreckage" DVD (Japonia) 1. Pleased to Meet You - 24:42 2. "White Houses" (Dance) - 3:34 3. Duet - 1:24 4. Extended footage - 8:19 |